# Ken Dilger
Kenneth Ray Dilger (Mariah Hill, 2 febbraio 1971) è un ex giocatore di football americano statunitense che ha militato nel ruolo di tight end nella National Football League (NFL).

## Carriera
Dilger fu scelto nel corso del secondo giro (48º assoluto) del Draft NFL 1995. Vi giocò fino al 2001, anno in cui fu convocato per il suo unico Pro Bowl in carriera. L'anno seguente passò ai Tampa Bay Buccaneers con cui nella sua prima stagione vinse il Super Bowl XXXVII battendo gli Oakland Raiders. Giocò fino al 2004 e nell'ultima partita in carriera scese anche in campo come long snapper dopo che il titolare Dave Moore si era infortunato la settimana precedente.

## Palmarès

### Franchigia
- Super Bowl : 1

Tampa Bay Buccaneers: XXXVII
- American Football Conference Championship: 1

Tampa Bay Buccaneers: 2002

### Individuale
- Convocazioni al Pro Bowl: 1

2001
- All-Pro: 1

1999
- PFWA All-Rookie Team - 1995